# سهيل بن عمرو
سهيل بن عمرو (المتوفى سنة 18 هـ) صحابي كان من وجهاء مكة، وخطيبها. أسلم يوم الفتح، ومات فاتحا للشام في طاعون عمواس.

## سيرته
كان أبو يزيد سهيل بن عمرو بن عبد شمس بن عبد ود بن نصر بن حسل بن عامر بن لؤي بن غالب القرشي خطيب قريش وفصيحهم، أحد أشرافهم في قبل الإسلام. قاتل سهيل بن عمرو في صفوف قريش في غزوة بدر، وتعرض للأسر ثم افتُدي. ولما همّ النبي محمد أن يعتمر سنة 6 هـ، منعته قريش من أداء العمرة، وابتعثوا سهيلاً للإتفاق مع النبي محمد على شروط الصلح.
ولما أقبل المسلمون يفتحون مكة، خشي سهيل على نفسه القتل، وأرسل إلى ابنه عبد الله بن سهيل ليستأمن له من النبي محمد، فأمّنه، وأسلم يومها سهيل. خرج سهيل بعد ذلك مع المسلمين إلى حُنين، وأعطاه النبي محمد يومها مائة من الإبل من غنائم الغزوة في المؤلفة قلوبهم. وقد أقبل سهيل من يوم أن أسلم على العبادة، فأكثر من الصلاة والصوم والصدقة
بعد وفاة النبي محمد سنة 11 هـ، اضطربت شبه الجزيرة العربية، وعمّت الفوضى أرجائها، وارتدّ الكثيرون عن دين الإسلام، ولم تكن مكة بمنأى عن ذلك، حيث حاول البعض استغلال الموقف والانفصال عن سلطة المسلمين في المدينة المنورة، حتى أن عتاب بن أسيد والي النبي محمد على مكة اختفى خوفًا على حياته، فما كان من سهيل بن عمرو إلا أن قام فخطب في أهل مكة خطبة بليغة يُشبه محتواها محتوى خطبة أبي بكر الصديق التي ألقاها على الأنصار يوم السقيفة، فثبتت قريش على الإسلام، وعاد عتاب بن أسيد.
ومع بداية الفتوح، خرج سهيل بن عمرو بأهله جميعهم إلا ابنته هند للمشاركة في الفتح الإسلامي للشام، وكان يوم اليرموك قائدًا لأحد كتائب المسلمين في المعركة. ولم يزل سهيل بن عمرو بالشام حتى مات في طاعون عمواس بمرج الصفر سنة 18 هـ.

## زوجاته وأولاده
تزوج سهيل بن عمرو من ثلاثة نساء، وكان له ثلاثة أبناء من الذكور، واثنتين من الأناث وهم:
- فاختة بنت عامر بن نوفل بن عبد مناف بن قصي النوفلية القرشية وولدت له: عبد الله، وأبو جندل، وعتبة.
- الحنفاء بنت أبي جهل بن هشام بن المغيرة المخزومية القرشية وولدت له: هند.
- فاطمة بنت عبد العزى بن أبي قبيس بن عبد ود بن نصر بن مالك بن حسل العامرية القرشية وولدت له: سهلة.